# 653

## Decese
- Rodoald (Rodwald), rege longobard de Italia din dinastia Harodingienilor (din 652), (n. ?)